# Горња Буковица (Ваљево)
Горња Буковица је насељено место града Ваљева у Колубарском округу. Према попису из 2022. било је 701 становника.

## Историја
Први помен села је забележен у турском попису (тефтеру) за хиџретску 934. годину, тј. 1527/1528. годину по садашњем рачунању времена.

Транскрибован на модерни турски, са османске арабице, унос са 215. странице тефтера TD 144 је гласио овако:
Gorna-Bukoviçe karye, Valyeva nahiye - Село Горња Буковица, Нахија Ваљево

## Демографија
У насељу Горња Буковица живи 938 пунолетних становника, а просечна старост становништва износи 45,4 година (43,7 код мушкараца и 47,3 код жена). У насељу има 403 домаћинства, а просечан број чланова по домаћинству је 2,77.
Ово насеље је великим делом насељено Србима (према попису из 2002. године), а у последња три пописа, примећен је пад у броју становника.
|  |

| Демографија | Демографија | Демографија |
| Година      | Становника  | Становника  |
| ----------- | ----------- | ----------- |
| 1948.       | 2.088       |             |
| 1953.       | 2.036       |             |
| 1961.       | 1.943       |             |
| 1971.       | 1.778       |             |
| 1981.       | 1.541       |             |
| 1991.       | 1.319       | 1.309       |
| 2002.       | 1.117       | 1.126       |

| Етнички састав према попису из 2002.‍ | Етнички састав према попису из 2002.‍ | Етнички састав према попису из 2002.‍ | Етнички састав према попису из 2002.‍ | Етнички састав према попису из 2002.‍ |
| ------------------------------------ | ------------------------------------ | ------------------------------------ | ------------------------------------ | ------------------------------------ |
|                                      |                                      |                                      |                                      |                                      |
| Срби                                 | Срби                                 |                                      | 1.059                                | 94,80%                               |
| Црногорци                            | Црногорци                            |                                      | 1                                    | 0,08%                                |
| Албанци                              | Албанци                              |                                      | 1                                    | 0,08%                                |
| непознато                            | непознато                            |                                      | 55                                   | 4,92%                                |

| Година пописа     | 1948. | 1953. | 1961. | 1971. | 1981. | 1991. | 2002. |
| ----------------- | ----- | ----- | ----- | ----- | ----- | ----- | ----- |
| Број домаћинстава | 336   | 355   | 390   | 405   | 397   | 376   | 403   |

| Број чланова      | 1  | 2   | 3  | 4  | 5  | 6  | 7 | 8 | 9 | 10 и више | Просек |
| ----------------- | -- | --- | -- | -- | -- | -- | - | - | - | --------- | ------ |
| Број домаћинстава | 88 | 131 | 64 | 60 | 35 | 16 | 8 | 1 | 0 | 0         | 2,77   |

| Пол    | Укупно | Неожењен/Неудата | Ожењен/Удата | Удовац/Удовица | Разведен/Разведена | Непознато |
| ------ | ------ | ---------------- | ------------ | -------------- | ------------------ | --------- |
| Мушки  | 488    | 127              | 302          | 44             | 7                  | 8         |
| Женски | 481    | 54               | 311          | 109            | 2                  | 5         |
| УКУПНО | 969    | 181              | 613          | 153            | 9                  | 13        |

| Пол    | Укупно                    | Пољопривреда, лов и шумарство | Рибарство                            | Вађење руде и камена | Прерађивачка индустрија       |
| ------ | ------------------------- | ----------------------------- | ------------------------------------ | -------------------- | ----------------------------- |
| Мушки  | 369                       | 320                           | 0                                    | 0                    | 19                            |
| Женски | 260                       | 230                           | 0                                    | 0                    | 9                             |
| УКУПНО | 629                       | 550                           | 0                                    | 0                    | 28                            |
| Пол    | Производња и снабдевање   | Грађевинарство                | Трговина                             | Хотели и ресторани   | Саобраћај, складиштење и везе |
| Мушки  | 0                         | 3                             | 6                                    | 0                    | 4                             |
| Женски | 0                         | 0                             | 4                                    | 0                    | 0                             |
| УКУПНО | 0                         | 3                             | 10                                   | 0                    | 4                             |
| Пол    | Финансијско посредовање   | Некретнине                    | Државна управа и одбрана             | Образовање           | Здравствени и социјални рад   |
| Мушки  | 0                         | 1                             | 3                                    | 1                    | 1                             |
| Женски | 0                         | 0                             | 0                                    | 0                    | 4                             |
| УКУПНО | 0                         | 1                             | 3                                    | 1                    | 5                             |
| Пол    | Остале услужне активности | Приватна домаћинства          | Екстериторијалне организације и тела | Непознато            | Непознато                     |
| Мушки  | 3                         | 0                             | 0                                    | 8                    | 8                             |
| Женски | 1                         | 0                             | 0                                    | 12                   | 12                            |
| УКУПНО | 4                         | 0                             | 0                                    | 20                   | 20                            |

## Галерија
- село Горња Буковица - црква Светог Николе
- село Горња Буковица - црква Светог Николе
- село Горња Буковица - панорама
- село Горња Буковица - панорама
- село Горња Буковица - панорама
- село Горња Буковица - панорама